# سنگ ۵۸۴۱
سیارک ۵۸۴۱ (به انگلیسی: 5841 Stone، نامگذاری:1982ST) پنج هزار و هشتصد و چهل و یکمین سیارک کشف شده‌است که در ۱۹ سپتامبر ۱۹۸۲ کشف شد.
قدر مطلق سیارک برابر ۱۳٫۹۰ است.